# Liste des communes de la région de l'Est au Cameroun
Liste des communes de la région de l'Est au Cameroun par départements : 33

## Boumba-et-Ngoko
Le département du Boumba-et-Ngoko est découpé en 4 communes :
- Gari-Gombo
- Moloundou
- Salapoumbé
- Yokadouma

## Haut-Nyong
Le département du Haut-Nyong est découpé en 14 communes:
- Abong-Mbang
- Angossas
- Atok
- Dimako
- Doumaintang
- Doumé
- Lomié
- Mboma
- Messamena
- Messok
- Mindourou
- Ngoyla
- Nguelemendouka
- Somalomo

## Kadey
Le département de la Kadey est découpé en 7 communes:
- Batouri
- Kentzou
- Kette
- Mbang
- Ndelele
- Nguelebok
- Ouli

## Lom-et-Djérem
Le département du Lom-et-Djérem est découpé en 8 communes :
- Bélabo
- Bertoua Ier
- Bertoua IIe
- Bétaré-Oya
- Diang
- Garoua-Boulaï
- Mandjou
- Ngoura